# Партизанска Люпча
Партизанска Люпча (словац. Partizánska Ľupča) — село, громада округу Ліптовський Мікулаш, Жилінський край, регіон Ліптов. Кадастрова площа громади — 92,4 км².
Населення 1263 особи (станом на 31 грудня 2018 року).

## Історія
Партизанска Люпча згадується 1252 року. У серпні 1947 року тут відбувся бій між відділом УПА під командуванням Володимира Щигельського та чехословацькими військами що закінчився відступом останніх.

## Географія
Протікає Превальський потік.

## Населення
| Рік:            | 1994. | 2004.   | 2014.   | 2024.   |
| --------------- | ----- | ------- | ------- | ------- |
| Кількість осіб: | 1268  | 1242    | 1234    | 1299    |
| Різниця:        |       | -2,05 % | -0,64 % | +5,26 % |

| Рік:            | 2023. | 2024.   |
| --------------- | ----- | ------- |
| Кількість осіб: | 1320  | 1299    |
| Різниця:        |       | -1,59 % |